# L'important c'est d'aimer
L'important c'est d'aimer é um filme francês de Andrzej Zulawski, estreou em 1975.

## Sinopse
No submundo do teatro francês, um fotógrafo e uma estrela decadente vivem um amor destrutivo e trágico.